# Radula multiflora
Radula multiflora là một loài rêu trong họ Radulaceae. Loài này được Gottsche ex Schiffner mô tả khoa học đầu tiên năm 1890.
Danh pháp khoa học của loài này chưa được làm sáng tỏ. 